# Abdul Lateef
Pour les articles homonymes, voir Lateef.
Abdul Lateef, né le 8 octobre 1920 à Nausori et mort en juin 2008, est un avocat, administrateur de football et homme politique fidjien.

## Biographie
Il naît dans la colonie britannique des Fidji, fils de deux immigrés indiens arrivés au début des années 1910. D'abord enseignant dans une école pour garçons à Nausori, il est ensuite employé comme clerc par un cabinet d'avocat. Il part étudier le droit à l'université de Tasmanie en Australie, dont il sort diplômé en 1952. Il travaille comme solliciteur (avocat) dans le plus grand cabinet des Fidji, où il est le premier avocat d'ascendance non-européenne, et en 1964 il est nommé notaire public. Dans le même temps, il est le président de l'association de football de la province de Rewa de 1952 à 1959,.
En 1960 il est élu président de ce qui est alors l'Association indienne de football des Fidji. En 1961, l'équipe des Fidji de football dispute ses premiers matchs à l'étranger, en Australie. En 1962, Abdul Lateef fait de la fédération l'Association des Fidji de football, la transformant en fédération multi-ethnique et permettant ainsi aux personnes d'ascendance autre qu'indienne à pratiquer le football au niveau national, notamment les Fidjiens autochtones. En 1963, l'Association adhère à la FIFA,. En 1964, Abdul Lateef est fait membre de l'ordre de l'Empire britannique en reconnaissance de ses contributions à la société fidjienne. En 1965 il est élu président de l'Association indienne des Fidji, qui gère les écoles indiennes de la colonie, écoles qu'il ouvre alors à la diversité ethnique du pays. Il en demeurera le président jusqu'à sa mort.
Cofondateur du parti de l'Alliance, il est le candidat du parti pour la circonscription ethnique indienne couvrant le centre du pays aux élections législatives fidjiennes de 1966. Peu après avoir déposé sa candidature, il subit un accident vasculaire cérébral et est hospitalisé quatre mois dans le coma. Bien que n'ayant pas pu faire campagne, il est élu député au Conseil législatif avec 38,3 % des voix dans sa circonscription, devançant les cinq autres candidats. Il quitte l'hôpital paralysé du côté droit de son corps et avec des troubles de la mémoire, et est ovationné par l'ensemble des députés lorsqu'il entre au Conseil législatif. Il y est membre de la majorité parlementaire du gouvernement de Ratu Kamisese Mara, qui mène le pays à l'indépendance en 1970. Abdul Lateef est membre de la délégation fidjienne qui se rend à Londres en 1970 pour finaliser la transition vers l'indépendance et la rédaction de la Constitution des Fidji,,. 
En juin 1971 il fonde son propre cabinet d'avocat. En raison de sa santé fragile, il renonce à se présenter aux élections législatives de 1972. Il prend sa retraite de son cabinet d'avocat en 2001, à l'âge de 81 ans, et meurt sept ans plus tard. Des rues à Nausori et à Suva portent son nom en hommage.